# Segelsällskap

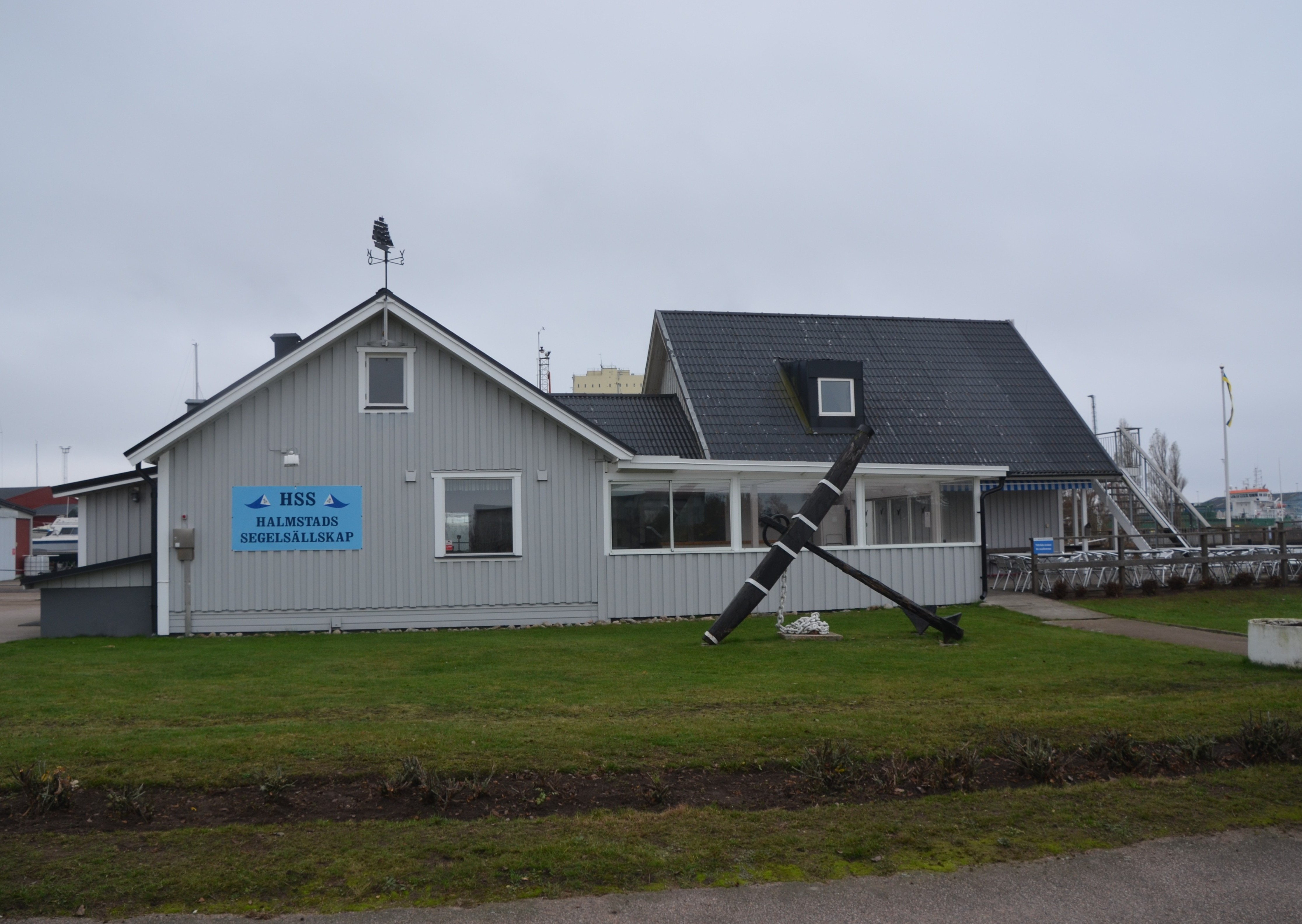
Halmstads segelsällskaps klubbhus

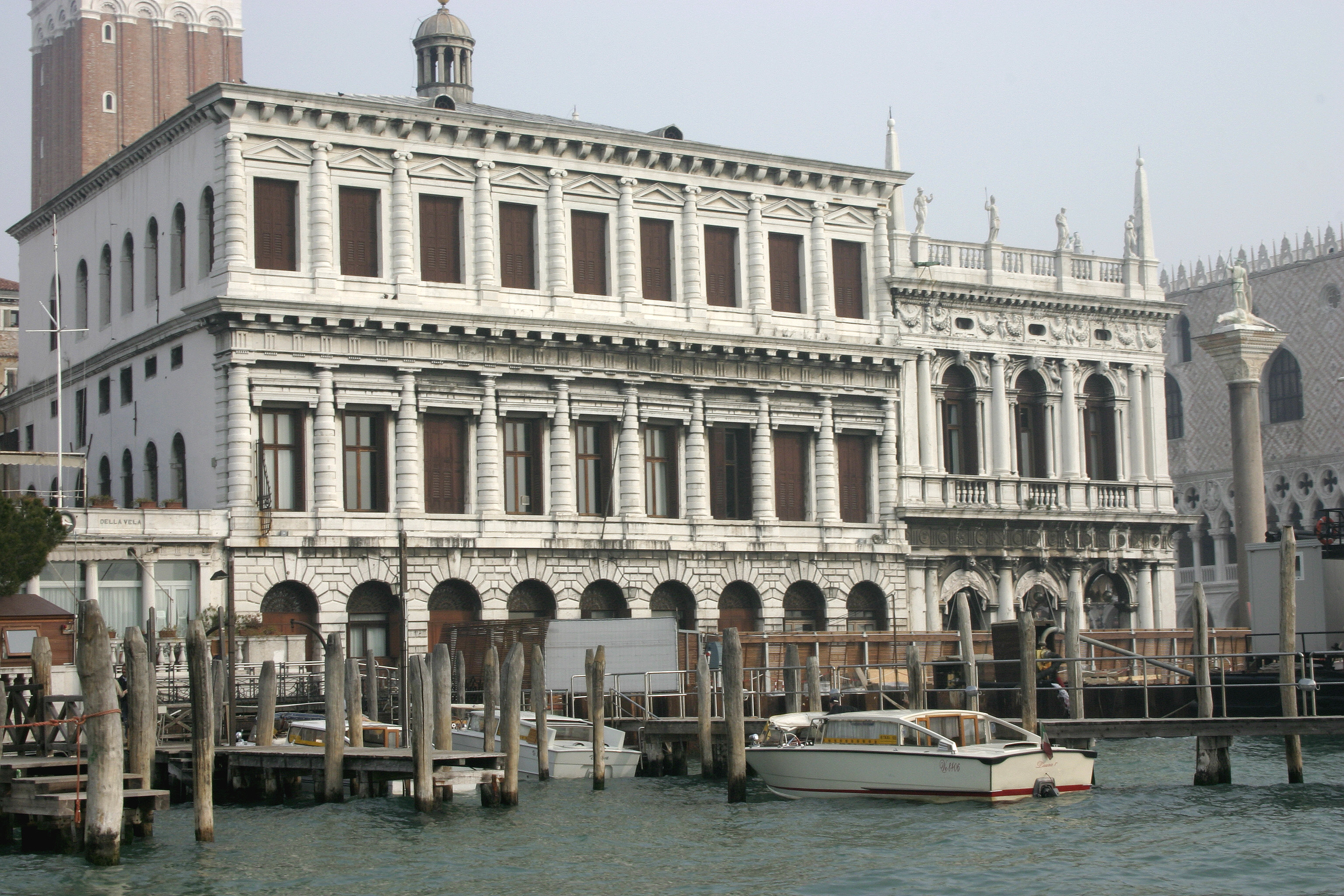
La Compagnia della Vela, Venedig

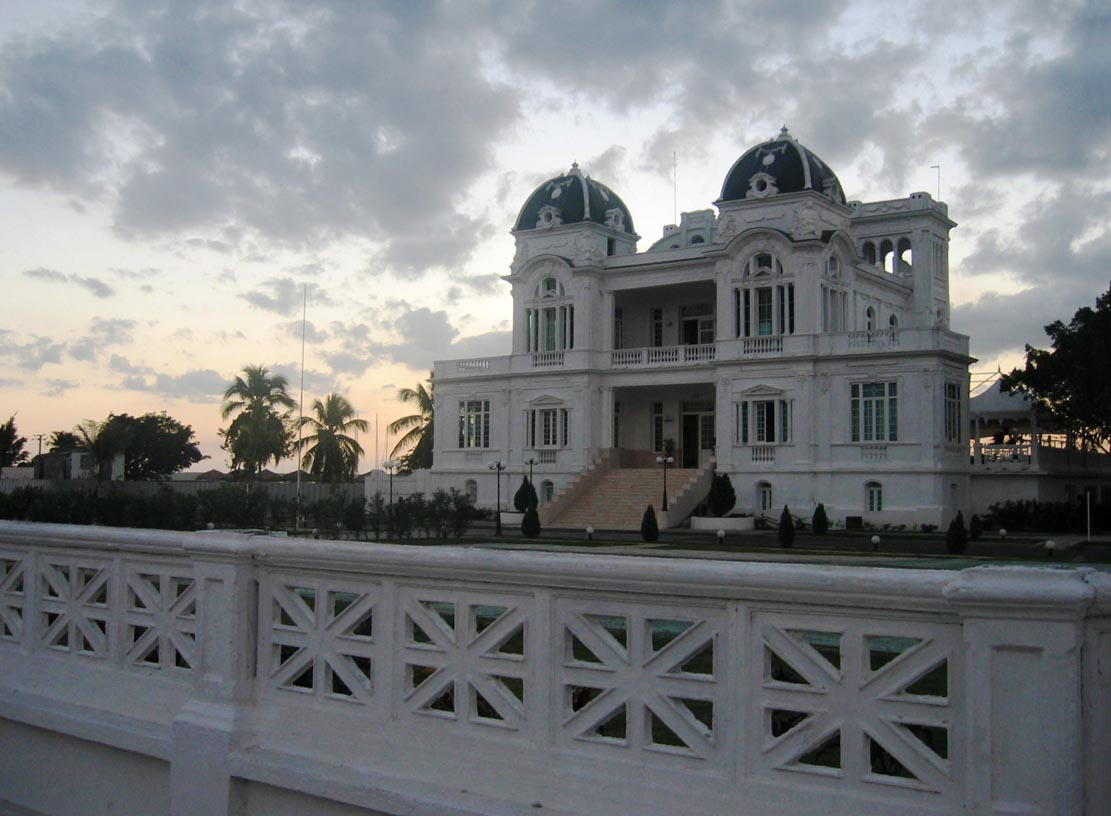
Cienfuegos yacht club, i Cienfuegos på Kuba

Segelsällskap är en sportklubb inriktad på segling. Segelsällskap ligger oftast vid havet, även om det finns några som ligger vid en sjö eller flod. Många segelsällskap har antingen en marina eller en avgränsad del av stranden eller strandlinje. På land har de ofta ett klubbhus för medlemmarna och båthus för förvaring av material.

## Svenska
- GKSS, Göteborgs Kungliga Segelsällskap, Göteborg
- GöSS, Göta Segelsällskap, Stockholm
- HSS, Halmstads segelsällskap, Halmstad
- JKV, Jollekappseglarna Västerås, Västerås
- JSS, Jönköpings Segelsällskap, Jönköping
- KSS, KdSS, Karlstads Segelsällskap, Karlstad
- KSSS, Kungliga Svenska Segelsällskapet, Stockholm
- LJSS, Ljungskile Segelsällskap, Ljungskile
- MSS, Malmö Segelsällskap, Malmö
- OXSS, Oxelösunds Segelsällskap, Oxelösund
- RUSS, Runns Segelsällskap, Falun
- RYC, Runmarö Yacht Club, Runmarö
- RÅSS, Rådasjöns Segelsällskap, Mölndal
- SASS, Sandvikens segelsällskap, Sandviken
- Segelsällskapet Aros, Västerås
- SSSV, Segelsällskapet Svearna, Torshälla/Eskilstuna
- SSVÄ, Segelsällskapet Viken Ägir, Uddevalla
- SÄSS, Strängnäs Segelsällskap, Strängnäs
- SSS, Stockholms Segelsällskap, Stockholm
- STSS, Stenungsunds Segelsällskap, Stenungsund
- Tullinge Segelsällskap, TSS, Tullinge
- USS, Umeå Segelsällskap, Umeå
- USS, Upsala Segelsällskap, Uppsala
- WSS, Westerås Segelsällskap, Västerås
- WSS, Westerviks Segelsällskap, Västervik
- WSS, Wisby Segelsällskap, Visby
- ÖSS, Örnsköldsviks Segelsällskap, Örnsköldsvik
- LDSS, Långedrags Segelsällskap, Göteborg

## Danska
- KDY, Kongelig Dansk Yachtklub

## Finländska
- Esbo Segelförening, ESF, Esbo
- Helsingfors Segelsällskap, HSS, Helsingfors
- Mariehamns seglarförening, MSF, Mariehamn
- Nyländska Jaktklubben, NJK, Helsingfors
- Segelföreningen i Björneborg, BSF, Björneborg
- Åländska Segelsällskapet, ÅSS, Mariehamn

## Norska
- KNS, Kongelig Norsk Seilforening

## Övriga
- Golden Gate Yacht Club